# Carex laggeri
Carex laggeri är en halvgräsart som beskrevs av Christian Friedrich Heinrich Wimmer. Carex laggeri ingår i släktet starrar, och familjen halvgräs. Inga underarter finns listade i Catalogue of Life.